# تجارة (مترو باريس)
تجارة (بالفرنسية: Commerce)‏ هي محطة مترو تابعة لمترو باريس تقع في فرنسا في الدائرة الخامسة عشرة في باريس.[بحاجة لمصدر]